# Serra del Cavalló
La serra del Cavalló (del Caballón, en castellà) és una alineació muntanyosa entre les comarques de la Foia de Bunyol i la Ribera Alta al País Valencià. Està coronada pel cim de la Colaita amb 829 metres d'altura.
Es tracta d'una serra que s'inscriu en el Sistema Ibèric, seguint una alineació en direcció de nord-oest a sud-est i esdevé un dels darrers contraforts muntanyosos abans de la plana de la Ribera del Xúquer. El Cavalló forma part amb les de l'Ave i Martés de les darreres serres abans de la confluència amb el Sistema Bètic situat al sud, a través del Massís del Caroig. L'aspecte de la serra bé donat pel procés de plegament durant la seua formació, amb important presència de roques calcàries.
Des de ponent, la serra comença just al sud-oest del poble de Dosaigües (la Foia de Bunyol) que se situa en una enclotada que separa el Cavalló de la serra de l'Ave. La serra guanya altura ràpidament arribant a altures com el Rehoyo (700 m.), la Rápita (779 m.) o el Alto de la Solsida (807 m.). Segueix cap a l'est amb la muntanya de la Colalta que amb 829 m. esdevé el cim més elevat de la serra, i a escassa distància, en la mateixa muntanya, trobem el Alto de los Cuchillos (790 m.) que fa de frontera amb els municipis de Catadau i Tous a la Ribera Alta, comarca de la qual és el cim de major altura.
La serra segueix cap al sud-oest fins a l'embassament de Tous.